# الحرب النمساوية البروسية
الحرب النمساوية البروسية ( كما تعرف أيضاً بـحرب التوحيد، حرب الأسابيع السبعة، الحرب الأهلية الألمانية، حرب 1866 ) هي حرب نشبت في صيف عام 1866 بين الاتحاد الألماني تحت قيادة الإمبراطورية النمساوية وحلفاءها الألمان من جهة ومملكة بروسيا ومن حالفها من الألمان ومملكة إيطاليا من جهة أخرى، وأسفرت هذه الحرب عن سيطرة البروسييين على الدول الألمانية.
تعرف هذه الحرب في ألمانيا والنمسا باسم تسمى الحرب الألمانية (Deutscher Krieg) أو حرب الإخوة (Bruderkrieg).
كما تعتبر العمليات على الجبهة الجنوبية بين إيطاليا والنمسا حرب الاستقلال الثالثة بالنسبة للإيطاليين.
أهم نتيجة للحرب كانت تحول اصطفاف الدول الألمانية مبتعدتاً عن النمساويين ونحو الهيمنة البروسية، والدفع باتجاه توحيد كل الدول الألمانية الشمالية في ألمانيا الصغرى التي تستثني النمسا. وشهدت إلغاء الاتحاد الألماني القديم وحل محله جزئياً الاتحاد الألماني الشمالي والذي استبعد النمسا والدول الألمانية الجنوبية. كما أسفرت الحرب أيضاً عن ضم إيطاليا لمنطقة فينيتسيا التي كانت تتبع النمسا.

## الأسباب
كانت أوروبا الوسطى منقسمة إلى عدة دول كبيرة نسبياُ والمئات من الكيانات الصغيرة، كلٌ يحافظ على استقلاله بمساعدة قوى خارجية خاصة فرنسا. كانت النمسا عادة تعتبر قائد الدول الألمانية، لكن أصبحت بروسيا هي القوة الفتية الصاعدة بقوة ومع نهاية القرن الثامن عشر أصبحت تصنف كواحدة من القوى العظمى في أوروبا. بعد عام 1815 تم إعادة تنظيم الولايات الألمانية مرة أخرى في اتحاد ضعيف هو الاتحاد الألماني بقيادة النمسا.
نشأت ذريعة الصراع تنازعت بروسيا والنمسا على حكم شلسفيغ هولشتاين التي تم غزوها من قبل كلا الدولتين واتُفق على أن يتم احتلالها معاً في نهاية حرب شلسفيغ الثانية عام 1864. بدأ النزاع عندما قررت النسما ضم دوقية هولشتاين، الأمر الذي أعلنته بروسيا خرقاً لإتفاقية غاشتاين وقامت باحتلال هولشتاين، وعندما قامت الجمعية البرلمانية الألمانية بالرد بتعبئة جزئية ضد بروسيا أعلن بسمارك نهاية الاتحاد الألماني.

## 1866 ،النصر
في عام 1862 أصبح أوتو فون بسمارك مستشار الملك الجديد فيلهلم الأول (1861)، وكان قد خطط بالفعل لتحقيق الوحدة الألمانية "بالحديد والدم'، بذريعة حقوق خلافة سلالية لأمير في الاتحاد الألماني، وتحالف (1864) مع النمسا (حرب الدوقيات الدانماركية) ضد الدنمارك لحيازة شليسفيش هولشتاين. كانت الإمبراطورية النمساوية عملياً مضطرةً لمتابعة المخطط البسماركي خوفاً من استبعادها من الاتحاد الألماني ؛ ولكنها لم تتنبه إلى أن نفس المستشار الألماني كان قد أدخل فيينا في طريق مسدود، فارضاً بروسيا كبلد قائدة للعالم الجرماني، مع نية واضحة لاسقاط الإمبراطورية عن وضعها الامتيازي التقليدي في في الفضاء الألماني. انتهت الحرب بسرعة لصالح التحالف النمساوي البروسي، مع ما يترتب على توسيع الاتحاد الألماني.
وبالفعل، بعد ذلك بفترة وجيزة الخلافات التي تنشأ بين المفهوم البسماركي للعالم الألماني (على أساس حل ألمانية الصغرى، مع استبعاد أي من الإمبراطورية النمساوية المجرية)، والموقف سيؤدي إلى المواجهة النمساوية البروسية عام 1866 في معركة كونيغراتس. توسيع الفيدرالية الألمانية وبدا في عيون الالمان، لا جدال في نجاح البروسية، وتوجيه، وبالتالي زيادة البروسية في الآراء من أجل السلطة، وخاصة بين اللوثريين من الشمال، ومثل بريمن وهامبورغ وجادانسك. وفي المقابل، فإن ولايات في الجنوب والكاثوليك، وخاصة ولاية بافاريا، وظلت راسية الفلك النمساوي.
في الأشهر السابقة للصراع، ورحب تحالف بسمارك الإيطالية، وأيضا عن ارتياحه لتمكنه من تحويل جزء كبير من القوى الإمبراطورية في الجبهة الجنوبية، مما يجعلها أقل خطرا على مهمة القوات المسلحة. في إيطاليا، ونصف العقد، أدركنا أنها إرادة بسماركية استبعاد النمسا والمجر من جانب الاتحاد الألماني وقررت أن تستفيد من قيمة الحرب البروسية السلطة على مواصلة مسار عملية توحيد شبه الجزيرة. تم التوصل إلى ذلك، فريدة التحالف الهجومية محدودة المدة (ثلاثة أشهر) في 1866. من بين بنود الاتفاق التحالف لم تقدم لنقل - فينيتسيا جوليا، لأنها كانت أراضي تابعة لاتحاد، واحتمال نقله إلى إيطاليا لم يكن مقبولا سياسيا الأمراء الألمانية إلى أن هذا يمكن أن يسبب مشاكل للمقاومة بسمارك مشروع ألماني من توحيد العالم تحت رعاية بروسيا.
من وجهة النظر العسكرية، فإن الحرب النمساوية البروسية حسمت بالانتصار البروسي سادوفا تلتها هدنة نيكولسبورغ.
تحالفت بروسيا في هذه الحرب مع مملكة إيطاليا المشكلة حديثاً، والساعية إلى ضم فينيتو (حرب الاستقلال الثالثة) التي آلت من يد نابليون الثالث إلى النمسا، وليس من الخطأ اعتبار أن الإيطاليون لم يظفروا بها - وهم المهزومون في معركتي كوستوزا براً وليسا بحراً - بل سلمتها بدورها إلى إيطاليا.
أوجب صلح براغ الاستبعاد النهائي للتدخل النمساوي في الاتحاد الألماني الشمالي في إطار الرئاسة البروسية. مثلت هزيمة سادوفا بالنسبة للإمبراطورية النمساوية المجرية بداية لعملية داخلية لإعادة تعريف دستورية للإمبراطورية، والتي ستبلغ ذروتها مع التفاهم النمساوي المجري (Ausgleich) أي إعلان المساواة بين الأعراق الألمانية والمجرية.